# 天満屋バスステーション

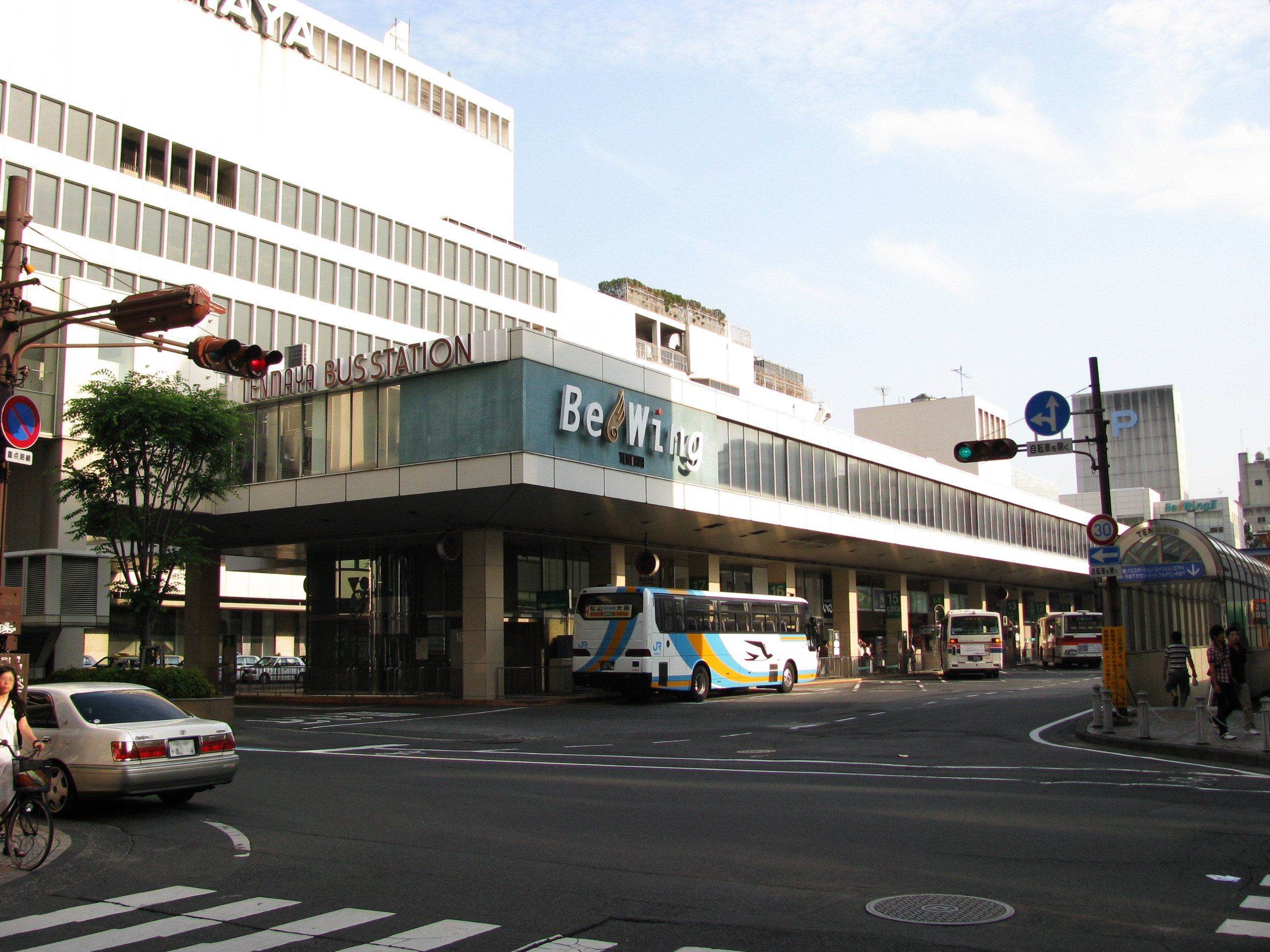
天満屋バスステーション（2010年9月19日）

天満屋バスステーション（てんまやバスステーション、通称天満屋バスセンター）は、岡山市北区の中山下（なかさんげ）2丁目にあるバスターミナルである。

## 概要

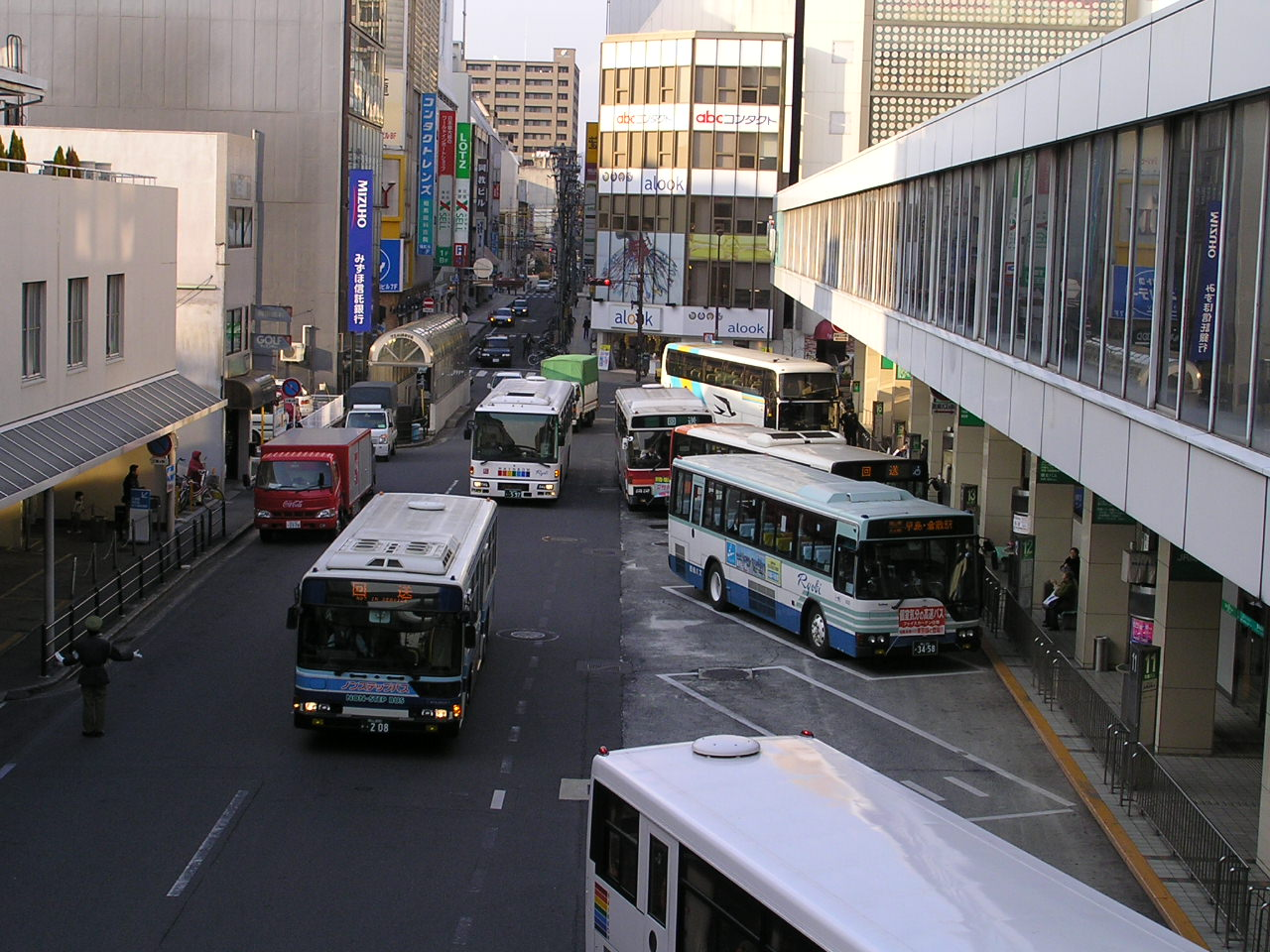
連絡通路から

岡山中心部・表町の天満屋岡山店の西隣にあり、本屋に接する17の乗降場を持ち、市内・郊外路線が発着する。主に発着するのは岡山電気軌道（岡電）、両備ホールディングス（両備バス）、中鉄バスの3社で、当ステーションを中心として市街地近郊から半径30km圏の範囲にかけて路線が延びており、岡山駅と並ぶ岡山中心部の交通拠点となっている。
北側で県庁通りに接しており、城下筋、柳川筋から約200mの場所に位置し、南側のあくら通りからは約100m程度である。岡電市内電車の県庁通り停留場・郵便局前停留場と宇野自動車の表町バスセンターが近接している。
地上部を渡るための横断歩道は存在せず、ステーションの各乗降場に降りた乗客は
- 上階の『Be Wing』に昇り天満屋連絡通路を経て天満屋岡山店本館へ渡る
- 上階に昇り駐車場の連絡通路から駐車場に入って1階出入り口から屋外に出る。
- 天満屋岡山店地下通路（天地下タウン）を抜けて表町商店街に出る。
- 天地下タウンからさらに中地下タウンを抜けてザ・コートヤード表町方面へ向かう

のいずれかのルートを取らないと、周辺の施設・店舗にはたどり着く事ができない。
現在のバスステーションは、バスステーション敷地に天満屋岡山店新本館が建設されるのに伴い、バスステーション西側の旧天満屋西別館（1953年から1962年の間山陽放送本社として使用された）跡地に、1968年に移転新築されたものである。新築の際に2階に商業スペースが設けられ、長年天満屋の別館的存在として営業している。数度の改装を経て現在は「Be Wing(ビーウィング)」となっている。

## 沿革
1949年12月に当時の天満屋本館（現在の天満屋岡山店南館）北側の公会堂通り（現在の県庁通り）沿いの敷地（現在の天満屋岡山店本館が建っている位置）に完成し使用を開始した。当時はセントラルバスステーションという名称だった。
日本初のデパートバスターミナルで、京阪神急行電鉄（現・阪急電鉄）梅田駅（現・大阪梅田駅）をモデルとして当時の天満屋社長であった伊原木伍朗のツルの一声で完成したものである。
当時の天満屋社員の中には「バスステーションを造るよりは売場の増床した方がいいのではないか」とバスステーションの設置に反対する意見がかなりあった。
この成功後、鹿児島・山形屋や広島そごう（現：そごう広島店）にバスターミナルが併設され、鉄道駅にないデパートバスターミナルの嚆矢となった。

## ターミナル構造
乗り入れバス会社

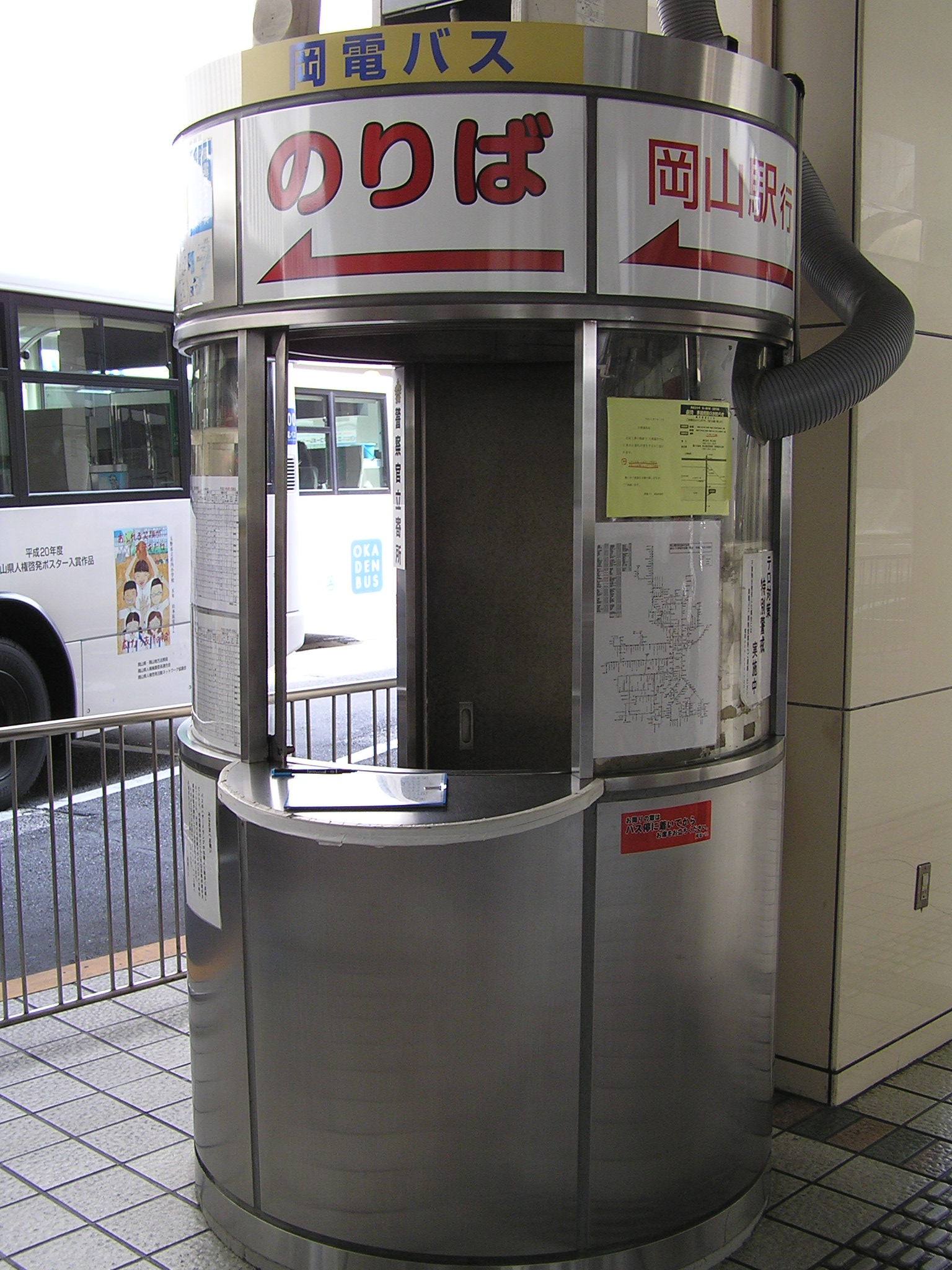
乗り場ごとに設けられている案内所

■岡山電気軌道（岡電バス）
■下津井電鉄（下電バス）
■中鉄バス
■中鉄北部バス
■備北バス
■両備ホールディングス（両備バス）
| のりば | 運行事業者                 | 系統・行先・方面 | 備考 |
| ------ | -------------------------- | --- | --- |
| 1      | 岡電バス                   | ■ 008：岡電高屋 / 県庁 ■ 07A：桑野営業所・岡山ふれあいセンター ■ 09A：三蟠南 ■ 091：新岡山港 ■ 018：藤原団地 | 県庁行は平日のみ運行 |
| 2      | 岡電バス                   | ■ 017：御野校前・妙善寺・津島南 ■ 067：榊原病院前・妙善寺・津島南 ■ 027：御野校前・三野公園 ■ 077：榊原病院前・三野公園 ■ 037：御野校前・岡山理科大学東門 ■ 087：榊原病院前・岡山理科大学東門 ■ 024：尾上 ■ 076：津高営業所妙でん寺 | 「024」「076」は平日のみ運行 「027」「077」は1本のみ運行 |
| 3      | 岡電バス                   | ■ 000：中央市場 ■ 011：築港元町 ■ 021：岡山ろうさい病院 ■ 041：岡南飛行場 ■ 03H：日赤病院 ■ 岡南営業所 | 「000」「03H」は平日のみ運行 |
| 4      | 岡電バス                   | ■ 001・0A1：岡山駅 ■ 02H：大学病院 ■ 013：問屋町入口・田中野田・健康づくり財団病院 ■ 023：平田・中仙道西・北長瀬駅 ■ 083：新保・万倍 ■ 012：岡南営業所                                                                              | |
| 5      | 岡電バス 中鉄バス          | ■ 006：津高営業所妙でん寺 ■ 016：津高台団地・半田山ハイツ ■ 026：国立病院 ■ 036：辛香口 ■ 086：免許センター | 共同運行 |
| 5      | 岡電バス                   | ■ 001・0A1：岡山駅 ■ 015：京山・池田動物園 | 「015」は朝のみの運行 |
| 6      | 岡電バス                   | ■ 001・0A1・03H：岡山駅 | |
| 7      | 両備バス                   | ■ 314：西大寺 ■ 315：東区役所前 ■ 341：岡山国際ホテル・操南台団地 | |
| 8      | 両備バス                   | ■ 347：西大寺 ■ 208：旭川荘 | |
| 9      | 両備バス                   | ■ 501・502：宇野駅 ■ 502：玉野市民病院入口 ■ 505：（特急）宇野駅・玉野市役所前・玉橋・渋川・おもちゃ王国 | 「501」は平日のみ運行 |
| 10     | 岡電バス                   | ■ 051：大東 | 「051」の岡山駅 - 大東間は両備バスと共同運行 |
| 10     | 両備バス                   | ■ 531：岡山南支援学校 ■ 532：深山公園入口 ■ 533：玉野市役所前 ■ 534・535：渋川 ■ 537：宇野駅 | 「531」は平日のみ運行。岡山南支援学校休校日は興陽高校前行として運行。岡山駅 - 大東間は岡電バスと共同運行 「532」「533」「534」「535」「537」の岡山駅 - 大東間は岡電バスと共同運行 |
| 11     | 岡電バス 両備バス          | ■ 001・0A1：岡山駅 | 共同運行 |
| 11     | 岡電バス 両備バス 下電バス | ■ 001・E11(605)・E12(605)・E54(603)・E84：岡山駅 | 共同運行 |
| 11     | 両備バス                   | ■ 001・0A1：岡山駅 ■ 0A1：杜の街 | |
| 12     | 岡電バス 両備バス          | ■ 084・E84：北長瀬駅 | 共同運行。「084」「E84」は1本のみ運行 |
| 12     | 岡電バス 両備バス 下電バス | ■ 054・E54(603)：中庄駅 | 共同運行 |
| 12     | 岡電バス                   | ■ 014：RSKバラ園・東花尻 ■ 043：汗入・火の見 ■ 053：重井病院 ■ 063：コンベックス岡山 | 「014」の岡山駅 - 下撫川間は両備バス・下電バスと共同運行 「043」「053」「063」の天満屋 - 汗入間は下電バスと共同運行 「063」は土休日のみ運行                                       |
| 12     | 両備バス                   | ■ E11(605)・E12(605)：倉敷駅 | 岡山駅 - 松島西ノ口間は岡電バス・下電バスと共同運行 平日は2本、土休日は1本のみ運行                                                                                                |
| 13     | 下電バス                   | ■ D89(615)：汗入 ■ D88(616)：興除営業所 ■ D80(617)：児島駅 ■ 臨時：（無料送迎バス）ボートレース児島 | 「D80(617)」「D88(616)」「D89(615)」の天満屋 - 汗入間は岡電バスと共同運行 ボートレース児島行臨時無料送迎バスは競艇開催日のみ運行。ただし単独場外発売日は運休。                    |
| 13     | 備北バス                   | ■ 807：地頭 | |
| 14     | 岡電バス 中鉄バス          | 降車専用 | |
| 14     | 中鉄北部バス               | ■ 905：（高速）落合・勝山 | 乗車のみ |
| 15     | 中鉄バス                   | ■ 885：芳賀佐山団地・リサーチパーク ■ 886：芳賀佐山団地 ■ 893：吉備高原リハビリセンター | |
| 16     | 使用停止                   | 使用停止 | 使用停止 |
| 17     | 使用停止                   | 使用停止 | 使用停止 |
| 18     | 使用停止                   | 使用停止 | 使用停止 |

宇野自動車は、このバスステーションが完成する以前より、近くに本社を併設する表町バスセンターを構えていることから乗り入れておらず、また、岡山市内循環バス「めぐりん」を運行する八晃運輸も乗り入れていない。
中鉄バスは、以前は岡山市北区中山下2丁目に本社併設のバスターミナル（中鉄バスセンター）を構えていたことから乗り入れていなかった。しかし、2003年7月1日に国立病院線に限り発着を天満屋バスステーションに変更。その後、他の路線も順次天満屋バスステーション発着に変更。2006年5月7日を以て中鉄バスセンターは廃止され、跡地は経営難による財務整理のため売却。現在はフローレンス中山下グランドアーク（マンション）となっている。
井笠バスは、以前は乗り入れていたが、川崎医大 - 天満屋バスステーション間が廃止され、使用休止となった。
2023年10月31日を以て岡山エクスプレス津山号は廃止され、16番のりばは使用休止となった。

## ターミナル内の主な施設
- セブンイレブン（以前はヤマザキYショップだった）
- チケットセンター（バスの定期券と高速バス乗車券とHarecaのバス専用ICカード乗車券とタバコ、ナンバーズ、totoの販売場所）
- ATM（中国銀行・おかやま信用金庫）[1]
- カフェ・ド・クリエ プラス天満屋バスセンター店

## ターミナル周辺
- 岡山電気軌道東山本線 県庁通り停留場
- 岡山電気軌道清輝橋線 郵便局前停留場
- 表町バスセンター （宇野自動車）
- 岡山中央郵便局
  - ゆうちょ銀行岡山店
- 日本銀行岡山支店
- 中国銀行本店
- トマト銀行中山下支店
- 百十四銀行岡山支店
- 山陰合同銀行岡山支店
- もみじ銀行岡山支店
- 四国銀行岡山支店
- NTT西日本岡山支店
- 川崎医科大学総合医療センター
- 岡山表町商店街
  - 中之町商店街
  - 下之町商店街
- 天満屋岡山店
  - 岡山中央郵便局天満屋内分室
- 岡山ロッツ
- クレド岡山
  - 岡山エフエム放送